# Леестен (Заале-Гольцланд)
Леестен (нім. Lehesten) — громада в Німеччині, розташована в землі Тюрингія. Входить до складу району Заале-Гольцланд. Складова частина об'єднання громад Дорнбург-Камбург.
Площа — 12,1 км2. Населення становить 663 ос. (станом на 31 грудня 2021).

## Галерея

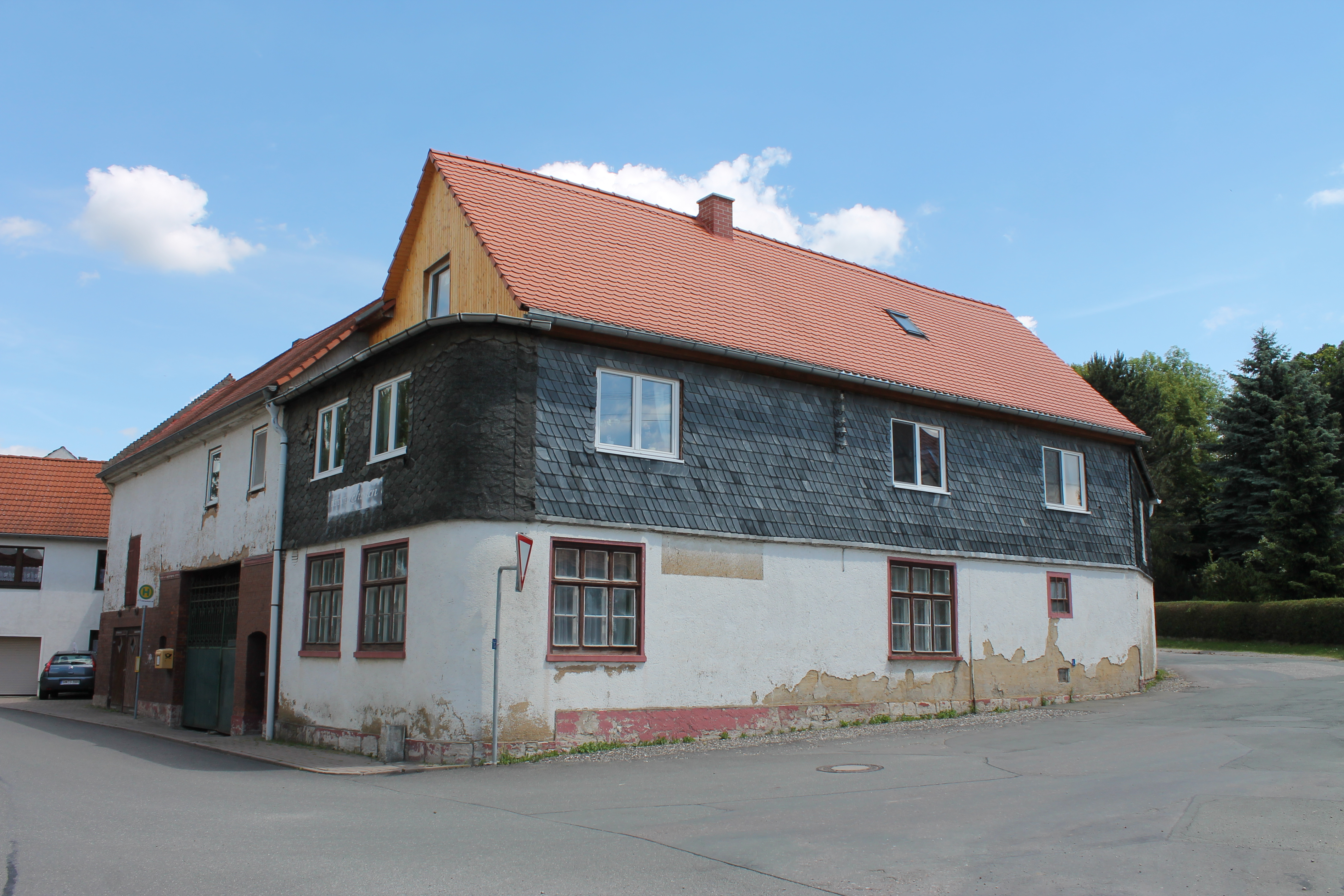
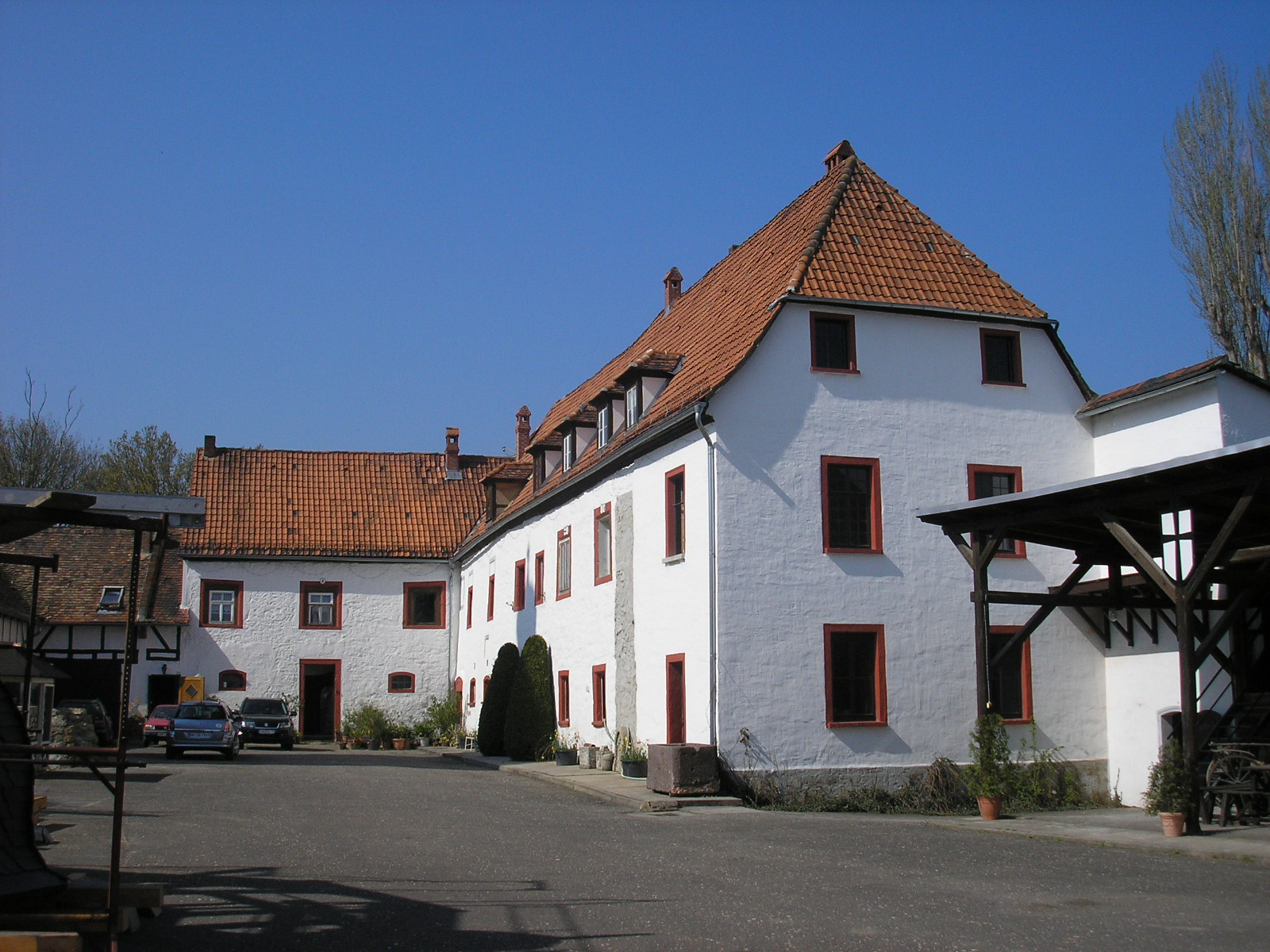
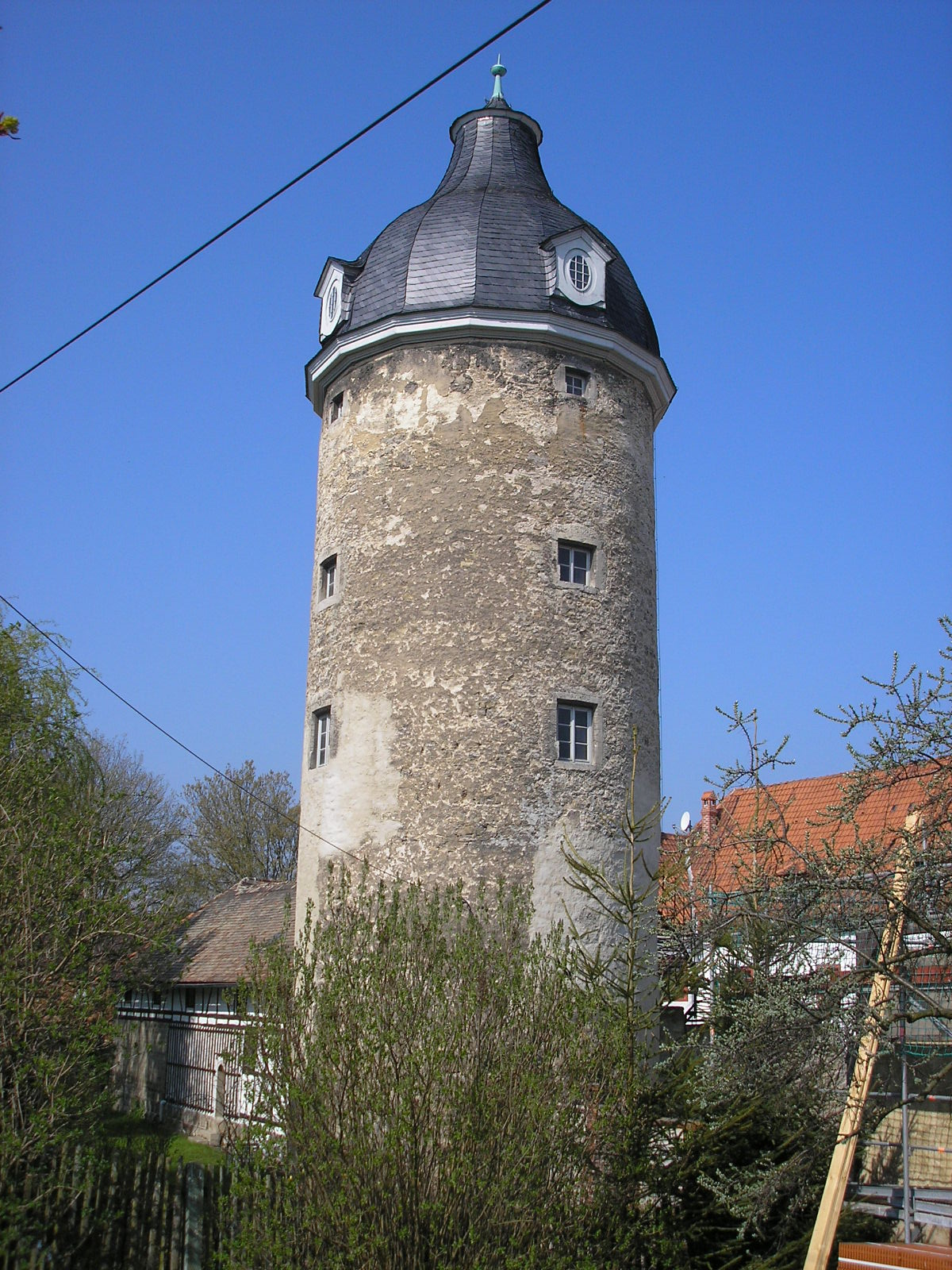
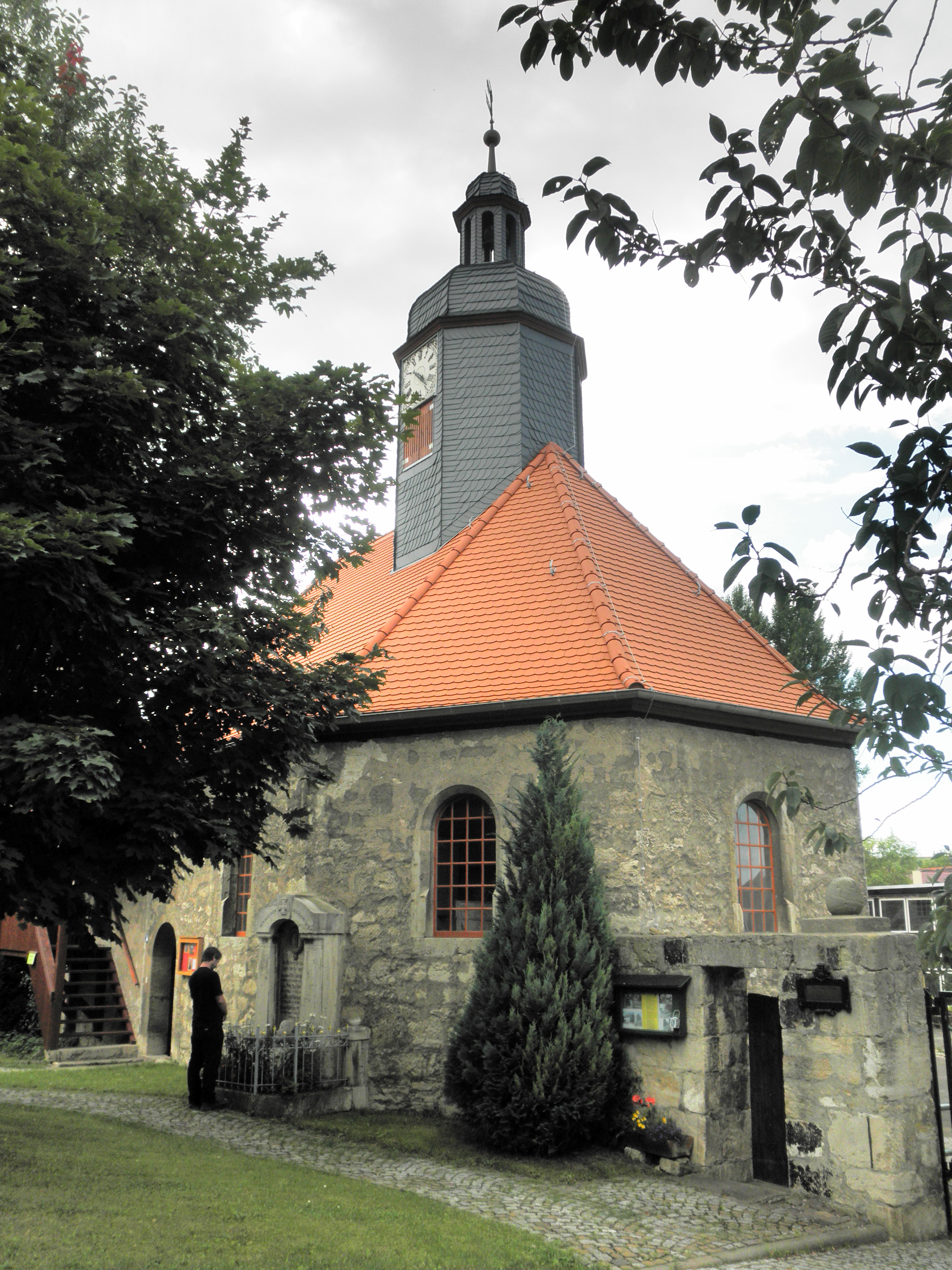
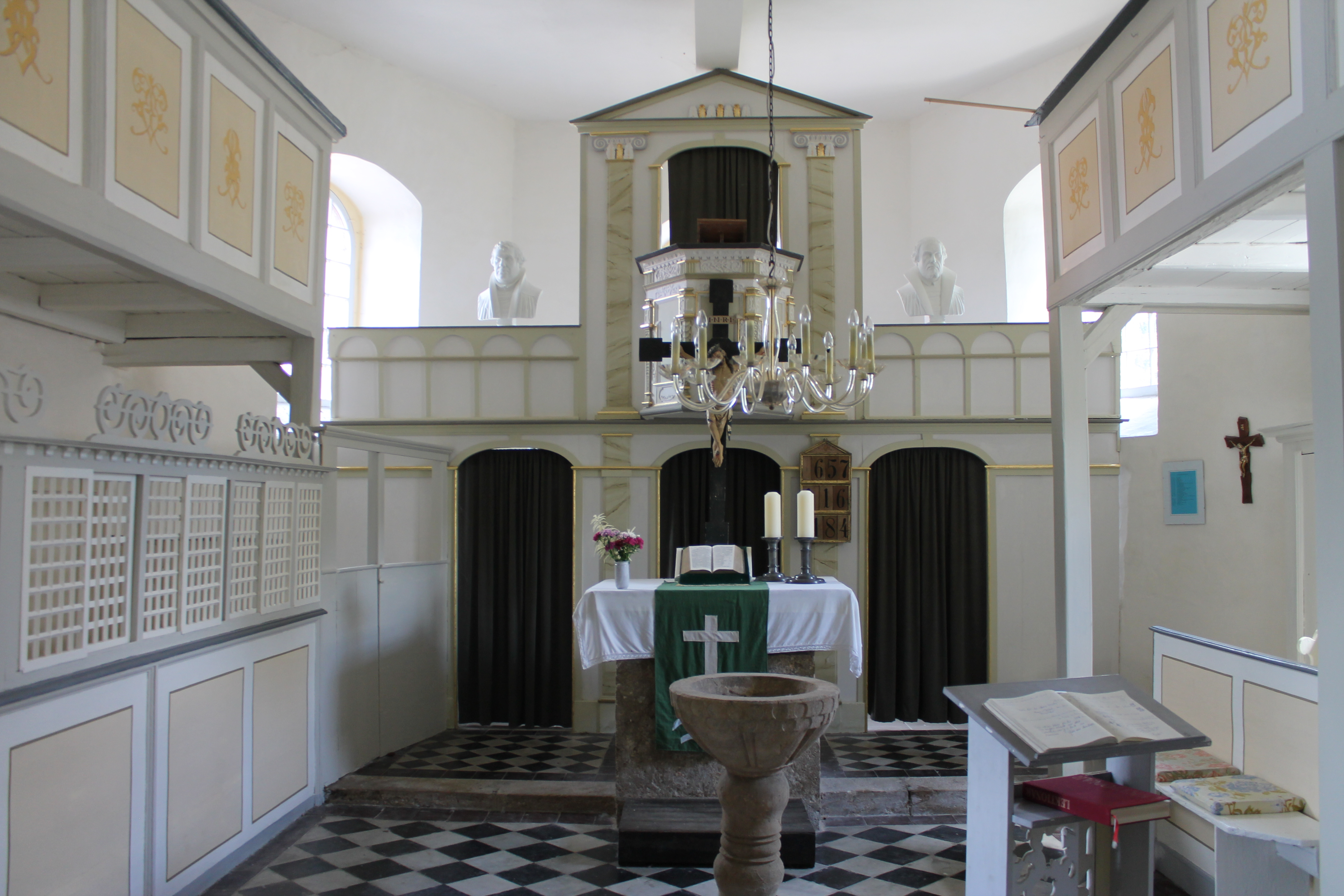